# Jeļena Rubļevska
Jeļena Rubļevska (* 23. März 1976 in Riga, Lettische SSR) ist eine lettische Pentathletin und Fechterin.

## Karriere
Jeļena Rubļevska nahm an vier Olympischen Spielen teil. 2000 in Sydney belegte sie bei der ersten olympischen Austragung einer Frauenkonkurrenz den achten Platz. Vier Jahre darauf erreichte sie in Athen hinter Zsuzsanna Vörös und vor Georgina Harland den zweiten Platz und gewann damit die Silbermedaille. In Peking kam sie 2008 nicht über den 23. Platz hinaus. Bei den Spielen 2012 in London wurde sie nochmals Achte.
Bei Weltmeisterschaften stand sie erstmals  2005 nach einem dritten Platz im Einzel auf dem Podium. 2013 wurde sie Vizeweltmeisterin in der gemischten Staffel.
Neben dem Modernen Fünfkampf tritt sie auch in Fechtwettbewerben mit dem Degen an. International gab sie bei den Weltmeisterschaften 2005 ihr Debüt und nahm seitdem unter anderem an mehreren Weltmeisterschaften teil. Ihr bestes Resultat war ein 44. Platz bei der Weltmeisterschaft 2007 in Sankt Petersburg.